# تفضيلات التزاوج
تشير تفضيلات التزاوج (بالانجليزية: Mate preferences) في البشر إلى سبب اختيار الإنسان أو اختياره عدم التزاوج مع إنسان آخر وسبب ذلك (انظر: علم النفس التطوري، التزاوج). إذ لوحظ أن الرجال والنساء لديهم معايير مختلفة فيما يتعلق باختيار الشريك الجيد أو المثالي (الفروق بين الجنسين). يُنظر أيضًا إلى الوضع الاجتماعي والاقتصادي للشريك المحتمل على أنه له تأثير ملحوظ، لا سيما في المناطق النامية حيث يتم التركيز بشكل أكبر على الوضع الاجتماعي.

## تفضيلات الإناث في التزاوج
في البشر، عند اختيار شريك من الجنس الآخر، تفضل الإناث شريك جذاب جسديًا. يرتبط هذا بفكرة أن النساء يميزن بين الرجال على إشارات اللياقة البدنية المفترضة. كلما كان الرجل أكثر جاذبية جسديًا، زادت لياقته البدنية، وكلما كانت جيناته أفضل. تنجذب النساء إلى السمات الذكورية بشكل أكبر في ازدواج الشكل الجنسي (على سبيل المثال، خط الفك القوي، والجسم الأكثر قوة، والطول). في الواقع، يميل الرجال الأكثر ذكورية إلى أن يكون لديهم عدد أكبر من الشركاء الجنسيين.

### الجاذبية الجسدية للذكور

#### فرضية الإعاقة المناعية
تشير هذه الفرضية إلى أن الخصائص الجنسية الثانوية مثل انخفاض نسبة الخصر إلى الصدر أو ملامح الوجه الذكورية (على سبيل المثال، خط الفك القوي، ونتوء الحاجب الأكبر، والعضلات الأكثر) هي مؤشرات موثوقة لجودة الشريك حيث أن الهرمونات التي تسبب نموهم (أي هرمون التستوستيرون) تثبط الجهاز المناعي للفرد. ومع كبت المناعة يكون الذكر أكثر عرضة للأمراض أو مسببات الأمراض. ومع ذلك، إذا كان الذكر في حالة جيدة بما يكفي للتغلب على هذه الآثار السلبية، فسيكون ذلك مؤشرا للنساء، اللائي اخترن هؤلاء الرجال ليكونوا شركاء، أن لديهم جينات جيدة.

#### نسبة الخصر إلى الصدر
مثل الرجال، الذين يفضلون نسبة الخصر إلى الورك، وهو مقياس مرتبط بجاذبية المرأة الجسدية،  تميل النساء إلى الانجذاب أكثر إلى الرجال الذين لديهم أكتاف أعرض وخصر ضيقة نسبيًا (نسبة الخصر إلى الصدر). النسبة، التي تغيرت عن طريق توزيع دهون الذكرية المظهر في الجذع، تجعل الشكل V المميز وترتبط بمستويات هرمون التستوستيرون لدى الذكور،  وترتبط أيضًا بالسيطرة المتصورة للذكور.
من الناحية الثقافية تختلف أهمية نسبة الخصر إلى الصدر. وجدت دراسة متعددة الثقافات عبر المناطق الحضرية والريفية في بريطانيا وماليزيا أن مؤشر كتلة الجسم ونسبة الخصر إلى الورك يلعبان أيضًا دورًا في تصنيف الجاذبية الجسدية للذكور. في المناطق الحضرية، يضع المشاركون أهمية أكبر على نسبة الخصر إلى الورك، وأهمية ثانوية على مؤشر كتلة الجسم وليس هناك أهمية كبيرة على نسبة الخصر إلى الصدر. ومع ذلك، وجد أن مؤشر كتلة الجسم في المناطق الريفية هو العامل الأكثر أهمية في تقرير الجاذبية الجسدية.

### تأرجح عدم التماثل
التباين المتقلب هو الانحراف عن التناظر الثنائي المثالي في الكائن الحي. كلما كان الكائن الحي أكثر تناسقًا، كان ذلك أفضل في التعامل مع الإجهاد النمائي الناجم عن الإجهاد البيئي والمشاكل الوراثية وعدم الاستقرار في النمو. إلى جانب الاستقرار النمائي، يشير التباين المتقلب إلى اللياقة الجينية للفرد وبالتالي سيؤثر على الانتقاء الجنسي. يُصنَّف الرجال ذوو التناسق العالي في الوجه على أنهم أكثر جاذبية وهيمنة وجاذبية وصحة من نظرائهم.
ويشير الذكور ذوي التباين المتقلب الأقل إلى زيادة عدد الشركاء الجنسيين عبر العمر، وفي سن مبكرة لأول اتصال جنسي، ولديهم ذرية أكثر من الرجال المرتفعين من اتحاد كرة القدم. بالإضافة إلى ذلك، يبلغ شركاء الرجال المنخفضون في التباين المتقلب عن هزات الجماع أكثر من أولئك الذين يتمتع شركاؤهم بدرجة عالية من التباين المتقلب. مع نتائج أخرى تظهر أن النساء يجدن أن صوت الرجال ذوي التباين المتقلب المنخفض  ورائحتهم أكثر جاذبية،  فمن الواضح أن تفضيل التزاوج يتأثر بالتباين المتقلب.

### الموارد
الذكور الذين لديهم القدرة والرغبة في توفير موارد مرغوب فيهم بشدة للإناث. في ماضينا التطوري، كان يمكن إثبات ذلك من خلال القدرة على توفير الغذاء والمأوى والحماية. في البشر المعاصرين، يتم تقديم إشارات إلى اكتساب موارد عالية بطرق مختلفة. من الناحية الثقافية، تُظهر الإناث تفضيلًا متزايدًا للموارد الاقتصادية أكثر من الذكور، ويميل الذكور الذين يتزوجون في سن معينة إلى كسب أكثر بكثير من الذكور في نفس العمر الذين لا يتزوجون. نظرًا لأن الإناث غالبًا ما تختار شركائها من الشباب، فقد يكون مقدار الموارد التي يمتلكونها بالفعل صغيرًا. لذلك، تسعى الإناث إلى السمات التي تدل على القدرة المحتملة على اكتساب الموارد مثل التعليم الجيد والطموح والإمكانات المهنية. إذا أصبح الذكر عاطلاً عن العمل أو كسولًا، فمن الأرجح أن تتوقف الأنثى عن علاقتها به. في الواقع، حتى الملابس يمكن أن تكون بمثابة إشارة للاختيار الجنسي، حيث تكون الإناث أكثر استعدادًا للدخول في علاقات مع الرجال الذين يرتدون ملابس تسير إلى مكانة عالية.

### العمر
العمر هو سمة أخرى يتم اختيارها جنسيا من قبل الإناث. لقد وجدت الدراسات أن الإناث تميل إلى اختيار الشركاء الذين تزيد أعمارهم عن أربع سنوات تقريبًا، وهذا ينطبق حتى في ثقافات مختلفة. من المرجح أن يكون الرجال الأكبر سناً أكثر أمانًا من الناحية المالية وأن يستمروا في حياتهم المهنية، وبالتالي يكونون قادرين على توفير موارد اقتصادية أكبر للإناث وأي نسل في المستقبل.

## تفضيلات التزاوج عن الذكور
من الحقائق المعروفة أن الرجال يعطون أهمية أكبر لجاذبية الشريك المحتمل عند التفكير في تفضيلهم للتزاوج أكثر من النساء.

### شكل الجسم وحجمه
العامل الأول الذي ثبت أنه يؤثر على تفضيل التزاوج عند الذكور هو نسبة الخصر إلى الورك، وهي العلاقة بين محيط الخصر ومحيط الورك، حيث تم اقتراحها كعلامة على العمر والحالة الإنجابية والصحة. وقد وُجد أيضًا أن النساء اللواتي لديهن معدل محيط بنسبة تبلغ 0.7 تم تصنيفهن على أنهن الأكثر جاذبية وشبابًا وخصوبة وصحة، مقارنةً بالنساء الأخريات. علاوة على ذلك، وجد البحث الحالي أيضًا أن هؤلاء النساء اللواتي لديهن معدل محيط يبلغ 0.7 والوزن الطبيعي تم تصنيفهن على أنهن الأكثر جاذبية، في حين تم تصنيف النساء اللواتي لديهن نسبة الخصر إلى الورك قدره 0.7 ولكنهن يعانين من نقص الوزن على أنهن أكثر شبابًا ولكنهن غير جذابات. أظهر امتداد بحث نسبة الخصر إلى الورك أن هناك تأثيرًا لحجم الثدي والورك على الجاذبية. تم تصنيف النساء ذوات الصدور الكبيرة والوركين الصغيرة أكثر جاذبية من النساء ذوات الصدور الصغيرة والوركين الصغيرة، بالإضافة إلى اكتشاف أن النساء ذوات الوركين الكبيرين تم تصنيفهن على أنهن أقل جاذبية بغض النظر عن حجم الثدي.

### حالة الجلد
وُجد في دراسة أن حالة الجلد  مؤشرًا واضحاً للهرمونات الجنسية التي قد تشير إلى مستويات الخصوبة. تبحث الدراسة مباشرة في العلاقة بين الفرد المصاب بحب الشباب ومستويات الهرمونات التي يمكن أن تشير إلى انخفاض الخصوبة، وبالتالي توجيه الجاذبية لتفضيل الشريك. تم تأكيد هذه الحالة الجلدية، رابط الجاذبية من خلال الأبحاث التي  وجدت أن لون البشرة، وتجانس الجلد، ودهن الوجه (كيفية ترسب الدهون حول الوجه) كلها تنبئ بجاذبية الإناث، وبالتالي تفضيل الشريك. كما وجد أن لون البشرة مؤشر صادق على النضارة والخصوبة. بالإضافة إلى البحث الذي أظهر الروابط الأولى بين استراديول واحمرار الوجه عند المرأة، حيث عندما تصل المرأة إلى ذروة دورة التبويض، يزداد احمرار وجهها. يشير هذا البحث إلى أن تفضيل الشريك الذكر سوف يسترشد بلون البشرة، ويبحث عن النساء ذوات لون بشرة الوجه الأكثر احمرارًا، حيث يشيرن إلى ذروة الخصوبة والفرصة المثلى للنجاح الإنجابي.

### المرحلة اليرقية
يُظهر الذكور تفضيلًا استدامة المرحلة اليرقية أو النضارة في النساء، مثل؛ عيون كبيرة  وأنف صغير وشفتين ممتلئتين. حيث تُشير هذه الميزات للخصوبة لأنها ناتجة عن ارتفاع هرمون الاستروجين وانخفاض هرمون التستوستيرون. نتيجة للتطور، تعتبر هذه الميزات جذابة للغاية لأنها تشير إلى فرصة أكبر للتكاثر الناجح. تم توضيح تفضيل شريك الذكر لاستدامة المرحلة اليرقية في البحث  حيث طُلب من الرجال تحوير صور وجوه الإناث حتى يتم الحصول على وجه مثالي.

### العفة
تعتبر العفة مرغوبة للغاية عبر الثقافات ولكن مدى أهميتها يظهر بعض الاختلاف. ارتبطت أهمية العفة للذكور، بمعنى تطوري، باليقين الأبوي ؛ كما كان من قبل وسائل منع الحمل، فإن الطريقة الوحيدة للتأكد من أن المرأة لم يتم تلقيحها من قبل رجل آخر هي إذا كانت عفيفة .

## الاستثمار الأبوي
إن فكرة الاستثمار الأبوي شائعة في كل من البشر وفي مملكة الحيوان وتستمد من حقيقة أنه في معظم الأنواع يوجد اختلال في مقدار الوقت الذي يستثمره كل والد في نسله. يعمل الاستثمار الأبوي كمحدد لبقاء الأبناء على قيد الحياة، والوصول إلى هذا الاستثمار مهم للجنس الذي لا يوفر قدرًا كبيرًا من الاستثمار الأبوي. تنص هذه النظرية على أن الجنس الذي يستثمر معظم الوقت في تربية نسله هو الجنس المحدد: فهو أكثر انتقائية عند اختيار الشريك. وهكذا يستثمر الجنس الآخر معظم وقته في التنافس على الرفقاء ومغازلتهم.
يكون الاختيار الجنسي حسب الجنس المحدد أقوى كلما زاد تباين الاستثمار الأبوي بين الجنسين. الاستثمار الأبوي متساوٍ نسبيًا في البشر، مما يعني أن الانتقائية متشابهة. يعني الاستثمار الذكوري أن الذكور هم أيضًا انتقائيون، وبالتالي، تطورت الزينة الأنثوية لمعالجة هذا الأمر. لا يفسر الاستثمار الأبوي الاهتمام بالقدرة على توفير الموارد لأن استثمار الوالدين في التزاوج طويل الأمد متشابه، وبالتالي فإن الانتقائية أيضًا. لكن الإناث يستخدمن علامات الاستثمار من الوالدين الذكور لتقييم ما إذا كان الرجال على استعداد للاستثمار في الأطفال.

## الفروق بين الجنسين
لا تقتصر تفضيلات التزاوج على العلاقات طويلة الأمد فقط. طور الرجال والنساء استراتيجيات جنسية منفصلة تُستخدم لكسب الشريك على المدى القصير والطويل. تشير التعديلات النفسية مثل حماية الشريك والغيرة الجنسية والتكيفات البيولوجية مثل حجم الخصيتين عند الرجال إلى أن تعدد الزوجات كان موجودًا في التاريخ التطوري،  ويفضل في مواقف معينة.
يشكل التزاوج قصير المدى جزءًا أكبر من الاستراتيجية الجنسية الذكرية، ويرجع ذلك إلى حد كبير إلى الاستثمار الأبوي، حيث يكون الرجال أكثر استعدادًا للانخراط في الجماع في وقت أقرب. ومع ذلك، فقد أظهرت الأبحاث الأنثروبولوجية النسوية أن الاستثمار الأبوي الأعلى من قبل الإناث لا يمكن أن يفسر باستمرار اختلافًا أحادي الاتجاه بين الذكور كونهم أكثر استعدادًا لمتابعة الجماع الجنسي مع عدة أزواج ؛ أظهر البحث الذي أجرته سارة هردي أن إناث القردة تسعى إلى إقامة علاقات جنسية مع العديد من زملائها لتجميع المزيد من الموارد من هؤلاء الرجال الذين سيستثمرون الموارد نظرًا لأن نسل أنثى القرد قد يكون أحد نسل ذكر القرد  وبالتالي، إذا هناك اتجاهات متعارضة في الفروق بين الجنسين في استراتيجيات التزاوج عبر الأنواع المختلفة على الرغم من الاختلافات الجنسية المماثلة في الاستثمار الأبوي عبر الأنواع، والاختلافات بين الجنسين في تفضيلات التزاوج لدى البشر (مثل ميل البشر إلى أن يكونوا أكثر استعدادًا للانخراط في الجماع عاجلاً ومع المزيد الشركاء) لا يمكن أن يُعزى فقط إلى الاختلافات العامة والمتأصلة والميول بين الذكور والإناث على أساس المنظور التطوري ؛ يجب أيضًا مراعاة العوامل الاجتماعية، مثل الهياكل الاجتماعية التي تؤثر على القوة والمكانة التفاضلية بين الرجل والمرأة.
على سبيل المثال، في الثقافات الأكثر مساواة، يوجد فرق أقل في السن بين الرجال والنساء في العلاقات، مما يشير إلى دور القوة الاجتماعية واختلافات المكانة في التأثير على الفروق بين الجنسين في تفضيل العمر (يفضل الرجال الرفقاء الأصغر سنًا، والنساء يفضلن الرفقاء الأكبر سنًا) . يتغير تفضيل الشريك اعتمادًا على الإستراتيجية المستخدمة: عند البحث عن شريك طويل المدى، غالبًا ما تميل النساء إلى التركيز على الموارد، ولكن على المدى القصير، فإن الجاذبية الجسدية للشريك المحتمل تكون أكبر لأنها مؤشر جيد للجينات المرغوبة .

## تنبؤات نجاح العلاقة طويلة الأمد
في دراسة أجراها شاكلفورد، شميت، وبوس (2005)،  وجدت أربعة أبعاد يبدو أنها تتنبأ بمدى توافق شخصين فيما يبحثان عنه في علاقة طويلة الأمد. تم إجراء الاستطلاع على أكثر من 9800 شخص من 37 ثقافة مختلفة من ست قارات وخمس جزر. الأبعاد الأربعة هي:
- الحب مقابل الحالة / الموارد - المفاضلة بين علاقة حب وشريك لديه الموارد والوضع المناسب
- يمكن الاعتماد عليه / مستقر مقابل يتمتع بمظهر جيد / صحة - المقايضة بين اختيار شريك مستقر عاطفياً وشريك جذاب جسديًا
- التعليم / الذكاء مقابل الرغبة في المنزل / الأطفال - المفاضلة بين العوامل التربوية ومجموعة من الأمور العائلية مثل الرغبة في الإنجاب والعفةوجدت دراسة أن نجاح العلاقات طويلة الأمد يكون لها أربعة عوامل مهمة

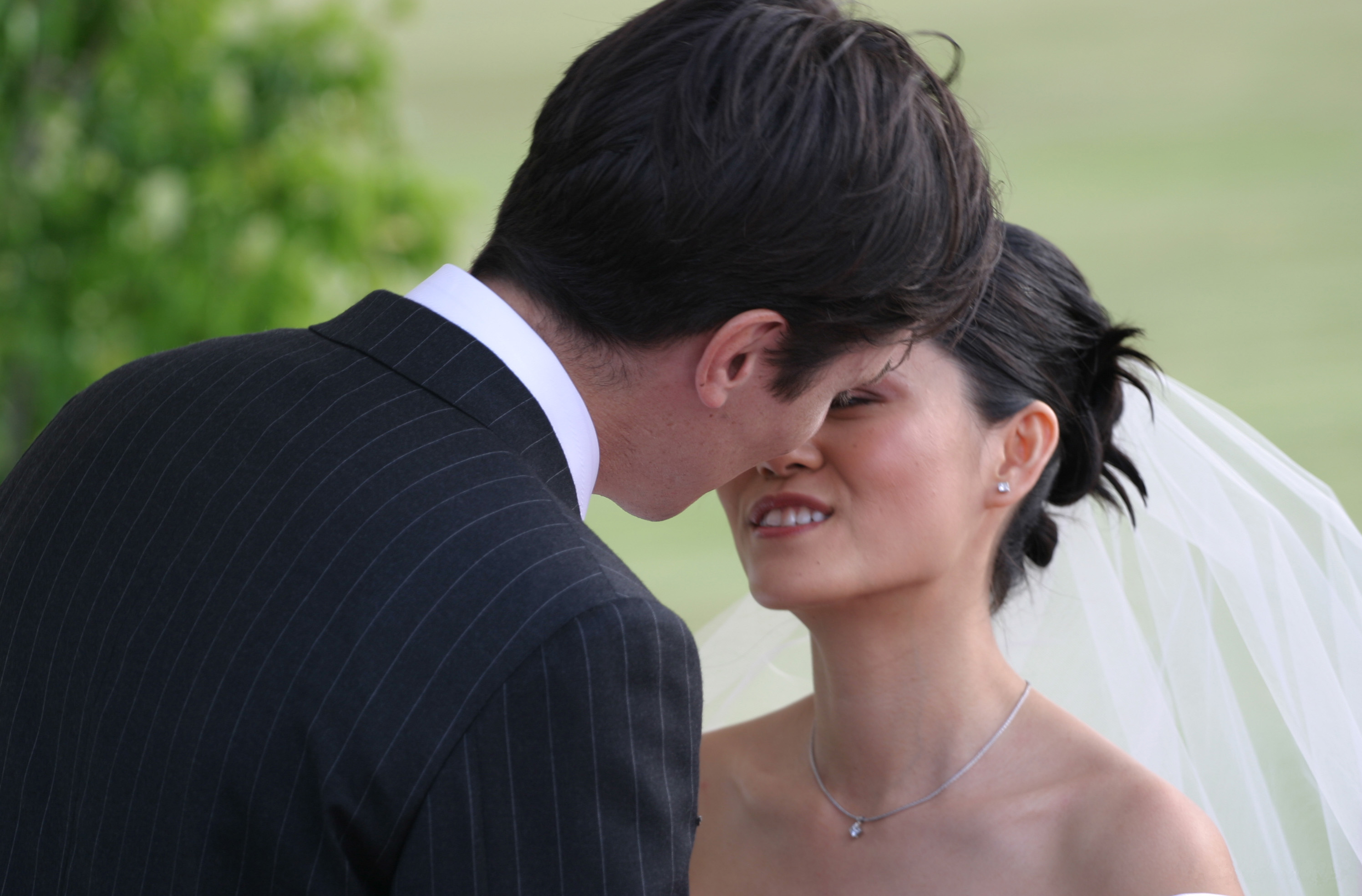
وجدت دراسة أن نجاح العلاقات طويلة الأمد يكون لها أربعة عوامل مهمة

- الألفة مقابل ديانة مماثلة - مقايضة بين شريك اجتماعي وشريك متشابه أو متوافق دينياً.

تشير الأبعاد الأربعة إلى أن الأفراد الذين يفكرون في العلاقة يزنون أهمية جانبي كل بُعد لعلاقة طويلة الأمد. على سبيل المثال، كلما حصل الشخص على نقاط أعلى في الحب مقابل الحالة / الموارد، كلما كان هذا الشخص أكثر انفتاحًا وزاد تركيزه على الحب. الشخص الذي يسجل درجات أقل سيكون انطوائيًا ويضع مزيدًا من التركيز على الحالة / الموارد.
ينطبق الاستدلال المماثل على الأبعاد الثلاثة الأخرى أيضًا، والمفهوم الأول المسمى هو النهاية الأعلى قيمة من السلسلة المتصلة والمسمى الثاني هو النهاية الدنيا. تشير الدرجات السلبية إلى الاتجاه وليس قيمة المفهوم.
لوحظت العديد من الفروق بين الجنسين في الدراسة. على سبيل المثال، يبدو أن الرجال يصنفون الحب مقابل الحالة / الموارد بدرجة أعلى من حيث الأهمية فيما يتعلق بالنساء، مما يعني أن الرجال يركزون أكثر على الحب المتبادل بينما تضع النساء مزيدًا من التركيز على الحالة / الموارد. صنفت النساء الأبعاد الثلاثة الأخرى أعلى من حيث الأهمية.
شهدت غالبية الحالات معدل النساء يمكن الاعتماد عليه / مستقر مقابل المظهر الجيد / الصحة أعلى، مما يعني أن الشخصية المستقرة مرغوبة أكثر للمرأة من شريكة الجاذبية الجسدية. التعليم / الذكاء مقابل الرغبة في المنزل / الأطفال أيضًا أعلى، مما يدل على أن الخلفية التعليمية والآراء السياسية المتشابهة أكثر أهمية من الحياة المنزلية، وهناك عدد قليل من الحالات التي احتلت فيها النساء مرتبة اجتماعية مقابل الدين المماثل أعلى (التصرفات المُرضية أكثر أهمية من مشاركة المعتقدات الدينية).
باختصار، يبدو أن الرجال يقدرون الجاذبية الجسدية والصحة والحاجة إلى الحياة المنزلية والأطفال في النساء على المدى الطويل، في حين يبدو أن النساء يقدرن النضج والاعتمادية والتعليم والوضع الاجتماعي والاستقرار المالي.

## أولويات تفضيلات التزاوج
حاول البحث تقييم تفضيلات الشريك التي يعطيها الرجال والنساء الأولوية عند اختيار الشركاء. تتضمن مثل هذه الدراسات عادةً عنصر الاختيار القسري، مثل مطالبة المشاركين "بتصميم" شريكهم المثالي باستخدام ميزانية ثابتة.
عندما تكون الميزانيات صغيرة، يميل المشاركون إلى إعطاء الأولوية لتلك الخصائص الضرورية تاريخيًا للتكاثر الناجح وعمل العلاقات - بما في ذلك الجاذبية الجسدية والوضع الاجتماعي واللطف. وجدت إحدى الدراسات متعددة الثقافات أنماطًا مماثلة لتحديد الأولويات في كل من الثقافات الشرقية (مثل ماليزيا وسنغافورة) والغربية (مثل المملكة المتحدة وأستراليا والنرويج).